# Le Maître de l'Olympe : Zeus
 (août 2016).
Si vous disposez d'ouvrages ou d'articles de référence ou si vous connaissez des sites web de qualité traitant du thème abordé ici, merci de compléter l'article en donnant les références utiles à sa vérifiabilité et en les liant à la section « Notes et références ».
Le Maître de l'Olympe : Zeus (Zeus: Master of Olympus) est le cinquième titre de jeu vidéo issu de la série des jeux de gestion de cité, développée par Impressions Games et éditée et distribuée par Sierra Entertainment.
Comme les titres précédents, Zeus se centre sur la construction et le développement d'une cité des temps anciens. Dans ce cas-ci, il s'agit précisément des cités de la Grèce antique.
Le jeu comprend certaines évolutions par rapport au jeu Caesar III avec de nouveaux blocs d'habitations, maintenant séparés dès le départ entre les maisons du peuple et les demeures des élites, et des personnages plus détaillés.

## Définition
Le joueur doit, à l'aide des moyens mis à sa disposition, construire et développer sa ville avec l'aide des cités voisines qui lui fourniront ce dont il a besoin ou achèteront ce dont elles ont besoin.
Elles peuvent aussi devenir des rivales et présenter des obstacles au joueur. Les différents scénarios peuvent proposer au joueur des colonies, qui lui seront affiliées pour la suite du jeu.

## Système de jeu
Le jeu est très similaire à Caesar III ou Pharaon, seuls l'époque et le lieu changent.
Néanmoins plusieurs modifications mineures ont été apportées pour améliorer le confort de jeu. De plus, les héros font leur apparition et animent les missions auxquelles le joueur est confronté. Par exemple, faire venir Hercule afin qu'il tue l'Hydre menaçant la cité.
L'interface a également été revue, elle fut assez décriée pour ses couleurs vives mais elle apporte néanmoins une organisation plus structurée des bâtiments et des réglages possibles.

## Mécaniques du jeu
Le joueur incarne le responsable d'une ville à qui l'on a confié une somme d'argent (drachmes) afin de la faire fructifier.

### Choix du scénario
Contrairement à Caesar III et  Pharaon le didacticiel n'est pas dans le mode histoire mais se trouve à part.
Le joueur est invité à choisir un scénario qui est divisé en plusieurs chapitres (chaque scénario est indépendant et retrace diverses légendes ou faits réels de la Grèce antique). Dès la réussite des objectifs d'un chapitre, un nouveau chapitre s'ouvre avec de nouveaux objectifs ; cependant la ville demeure telle que le joueur l'a laissée à la fin d'un chapitre. Certains chapitres racontent l'élaboration d'une colonie. Le joueur doit alors reconstruire une nouvelle ville, mais reviendra à la ville principale qu'il aura laissée en suspens. En général, la colonie a de bonnes relations avec sa cité-mère. Toutefois, quand le joueur devra construire la colonie, il devra en général donner régulièrement des ressources à la cité-mère (mais quand il reprendra le contrôle de la cité-mère il recevra régulièrement des ressources de la colonie, en général des ressources que la colonie peut produire mais pas la cité-mère). Les bâtiments disponibles dépendent du scénario, certains scénarios empêchant par exemple la construction de certains bâtiments militaires ou industriels, et de l'avancement des étapes. Un bâtiment peut donc être indisponible au début du scénario, mais accessible après avoir franchi quelques objectifs.

### Développement de ville
Le joueur peut créer sa ville en disposant diverses infrastructures le long des routes. Les personnages se déplacent le long des routes : il faut donc minimiser leurs déplacements. Il faut également placer des barrages pour limiter leurs actions sur certaines zones. Après avoir déposé des habitations, des migrants viennent peupler la ville et servir de force de travail. Charge au joueur de créer des industries primaires, tels que la récolte de nourriture (exploitation agricole de blé, oignons, carottes, laiterie, chasse au sanglier, pêche de poissons ou d'oursins). Il doit ensuite construire des fontaines et des agoras contenant une épicerie, d'où un colporteur ira chercher des ressources à l'entrepôt ou le grenier le plus proche puis distribuer la nourriture dans la zone desservie. Cette amélioration permettra d'agrandir les maisons, qui seront par la suite en demande de laine, d'huile d'olive ou de services culturels tels que la visite d'athlètes, de philosophes ou de comédiens. La proximité de constructions industrielles peuvent faire baisser le cachet du voisinage, mais il est possible de l'améliorer avec des infrastructures propres, ou à l'aide de monuments acquis par des victoires militaires, des triomphes au jeu ou commémorant le bonheur de la population, ou simplement des installations de verdure (jardins, bassins, parc, colonnes).
Le but du joueur est donc d'agrandir la population de sa ville, permettant d'avoir de la main d'œuvre, tout en ayant suffisamment de nourriture et de salaires pour cette population.
La disposition de postes de maintenance assure l'entretien des bâtiments et prévient leur effondrement ou les incendies. Les hôpitaux garantissent une hygiène positive. Lorsqu'il y a de l'agitation dans la cité (mécontentement de citoyens), les postes de gardes assurent la discipline et calment les révoltes.

### Économie
La construction de bâtiments et de routes coûtent des drachmes, qui réduisent la trésorerie de la cité.
L'activité industrielle permet de générer des ressources telles que les ressources alimentaires (exploitation de blé, d'oignons, de carottes, laiteries, parcs à oursins, pêcheries), la laine (depuis la bergerie), l'huile d'olive (à partir des métairies et pressoirs à olives). D'autres ressources sont présentes, telles que le bois (scierie), le marbre (atelier de maçonnerie), le bronze (fonderie), statues et armes (à partir du bronze), le vin (métairies et ateliers vinicoles). Le joueur peut décider de commercer avec les villes alliées, vassales ou colonies en créant des docks maritimes ou des postes de commerce. Il pourra importer des ressources qu'il ne peut produire tout en revendant celles dont il est producteur, assurant ainsi une trésorerie positive.
Certaines stratégies pour augmenter la trésorerie peuvent se faire en important des produits de base, telles que le bronze, pour le fondre ensuite en statues ou en armements, qui sont des produits finis plus onéreux à la vente.
En outre, le joueur peut modifier le salaire et les impôts dans sa ville. Une modification de salaire aura un impact direct sur la main d'œuvre requise au bon fonctionnement des infrastructures : un salaire plus élevé diminuera le nombre d'ouvriers requis. Une augmentation des impôts peut mécontenter les citoyens et créer de l'agitation, les poussant à vandaliser les bâtiments ou à émigrer.

### Diplomatie et statut militaire
La diplomatie et les actions militaires avec les autres villes ont été étoffées depuis Caesar 3 et Pharaon où il était juste possible de défendre sa ville (voire d'envoyer des troupes pour aider une cité alliée en difficulté) et où la diplomatie était juste gérée entre le joueur et César ou le pharaon, les autres cités servant juste à commercer.
Une carte de la Grèce permet de voir les relations diplomatiques avec les villes alliées et rivales. Établir de bonnes relations (notamment en offrant des ressources que la ville alliée achète usuellement, ou en répondant à leur demande d'aide militaire) peut leur attirer des faveurs, et ils pourront faire des dons (dépendant des produits qu'ils peuvent fournir à l'exportation) ou fournir une aide lors de bataille, ou des fonds si l'économie de la ville est mauvaise. Les cités rivales qui ont une bonne opinion de la cité peuvent se tenir tranquilles et retarder des plans d'invasion ou de pillage, voire devenir alliées.
La plupart des chapitres évoquent rapidement des conflits militaires. Certaines villes rivales viendront attaquer la ville ; il faudra alors décider entre la reddition, défendre la ville à l'aide des civils et militaires, qui pourront être disposés stratégiquement ou payer une certaine somme de drachmes pour acheter la victoire. Plus la ville possède de civils, mieux elle se défendra, mais durant la guerre les civils ne pourront participer à leur emploi normal.
La ville n'en est pas néanmoins passive : il est possible de créer des demeures dédiées à l'élite militaire. Cette population non active (elle ne peut servir de main d'œuvre) demande des ressources élevées, telles que les trois ressources de base (nourriture, laine, huile d'olive) mais réclame également de l'armement, du vin et des chevaux (ou des chars dans l'extension Poséidon), ainsi que des services culturels. Cette élite est une force qui permettra, à partir de la carte du monde, d'aller piller ou dominer les villes et ainsi les transformer en ville vassale. Il est également possible d'appeler l'aide d'unités mythologiques comme les héros, les guerriers d'Arès ou les Amazones d'Artémis si l'on a construit leurs sanctuaires et de demander l'appui militaire de cités alliées qui ont un statut diplomatique philanthrope.

### Mythologie
Le joueur peut faire bâtir des sanctuaires dédiés aux dieux grecs, selon la disponibilité et les affinités mythologiques. À partir matières premières (marbre, bois et sculptures), le temple est construit par des artisans. Une fois le temple achevé, le dieu entre dans la cité se met à son service, la défendant contre les dieux hostiles ou donnant des faveurs selon ses attributs.
Par ailleurs, les dieux hostiles à la ville peuvent attaquer ou envoyer leurs créatures pour semer le chaos. Le joueur pourra créer un temple dédié à un héros de la mythologie, connu pour avoir vaincu ce monstre (Hercule contre l'Hydre, Jason contre le Dragon de Colchide...). Le Héros réclamera des prérequis mais viendra tuer la créature et restera en ville pour la vaincre si elle refait son apparition. Il pourra également servir d'aide lors d'invasions et partir au combat avec les troupes. Cependant, le temple du héros disparaît à chaque fin de mission et l'on ne peut le reconstruire que si un autre monstre attaque.

## Accueil
| Le Maître de l'Olympe : Zeus |      |       |
| Média                        | Pays | Notes |
| Computer Gaming World        | US   | 3.5/5 |
| GameSpot                     | US   | 86 %  |
| Gen4                         | FR   | 14/20 |
| Jeuxvideo.com                | FR   | 16/20 |
| Joystick                     | FR   | 78 %  |
| PC Gamer US                  | US   | 68 %  |
| Gamekult                     | FR   | 6/10  |

## Le Maître de l'Atlantide: Poséidon
Le Maître de l'Atlantide : Poséidon est l'extension du jeu. Elle est sortie en 2001,.

## Publicité
La publicité du jeu a été portée par le slogan Revivez la légende, construisez l'histoire. Sur l'affiche on peut voir Zeus tenant un éclair dans sa main gauche.